# Teocalco (Tula)
Teocalco es una localidad de México localizada en el municipio de Tula de Allende en el estado de Hidalgo. Se localiza al noreste de la cabecera municipal, la ciudad de Tula de Allende, formando parte de la zona metropolitana de Tula.

## Historia
El 21 de enero de 2019, dos días después de la explosión de un oleoducto en la cercana población de Tlahuelilpan, ocurrió una fuga en el mismo ducto en las inmediaciones de Teocalco, que logró ser controlado por personal de Petróleos Mexicanos.

## Geografía
Se encuentra en la región geográfica del Valle del Mezquital. Le corresponden las coordenadas geográficas 20° 04’ 52.880” de latitud norte y 99° 16’ 52.909” de longitud oeste, con una altitud de 2073 m s. n. m. Cuenta con un clima semiseco templado
.
En cuanto a fisiografía se encuentra en la provincia de la Eje Neovolcánico, dentro de la subprovincia de Llanuras y Sierras de Querétaro e Hidalgo; su terreno es de llanura. En lo que respecta a la hidrografía se encuentra posicionado en la región del Pánuco, dentro de la cuenca del río Moctezuma, en la subcuenca del río Tula.

## Demografía
En 2020 registró una población de 677 personas, lo que corresponde al 0.58 % de la población municipal. De los cuales 313 son hombres y 353 son mujeres.
| Gráfica de evolución demográfica de Teocalco entre 1940 y 2020                               |
|                                                                                              |
| Población de los censos y conteos del Instituto Nacional de Estadística y Geografía (INEGI). |